# إعصار نيبارتاك (2003)
كان إعصار نيبارتاك، المعروف في الفلبين باسم إعصار ونغ، إعصارًا استوائيًا متوسطا ضرب وسط الفلبين وجزيرة هاينان جنوب الصين في نوفمبر 2003.

## نبذة
تشكل منخفضا استوائيا في 11 نوفمبر بين ياب وغوام، وتحرِك النظام غربا وتكثف ببطء. حصل على اسم نيبارتاك ظهر يوم 12 نوفمبر من وكالة الأرصاد الجوية اليابانية، لتصبح العاصفة العشرين المحددة في موسم الأعاصير في المحيط الهادئ عام في العام 2003. في 13 نوفمبر، ضرب نابارتاك سمر في الفلبين وشطر سلسلة الجزر. وانقطاع ما يصل إلى أَربعة ملايين شخص عن الكهرباء وتوقف النقل؛ أكثر من 5000 شخص تقطعت بهم السبل على متن سفن أَجبرت على البقاء في الميناء خلال العاصفة الاستوائية. وافادت الانباء ان 13 شخصا لقوا مصرعهم في العاصفة في الفلبين.
بعد دخول المياه المفتوحة لبحر الصين الجنوبي، واصل نيبارتاك تكثيفه وتحول أَكثر نحو الشمال الغربي. وبلغ ذروة شدته في 16 نوفمبرِ، وجدت العاصفة ضعفا في التيارات الموجهة الشرقية وتوجهت شمالًا، وأَعيد تكثيفها بشكل طفيف ومباشر لتضرب جنوب غرب هاينان. هناك، هطلت الأَمطار الغزيرة والرياح العاتية دمرِت المحاصيل والماشية ومئات المنازِل، وخلفت 197 مليون دولارِ (2003 دولار أمريكي ) من الأَضرارِ. تدهورت العاصفة بسرعة في خليج تونكين وتبددت مع اقترابها من البر الرئيسي للصين.

## تاريخ الأرصاد الجوية
نشأَت نيبارتاك في منطقة ذات نشاط قوي للعواصف الرعدية، مرتبطة بحوض عريض من الضغط السطحي المنخفض، والذي كان يقع حول 640 كم (400 ميل) جنوب شرق غوام بحلول الساعة 0000 بالتوقيت العالمي المنسق في 11 نوفمبر. مع قص الرياح الضعيف والتباعد المتواضع للهواء فوق النظام، بدأَ في بإِتمام نموه، على الرغم من أَن مركز التحذير من الأعاصير المشتركة (JTWC) [nb 2] قلل من احتمالِ حدوث دورِة مدارية. خلال الساعات العديدة التالية، ظهرِ مركزِ تداول منخفض المستوى وتم تنظيم الحمل الحرارِي حوله، مما دفع JTWC إِلى إِصدار نظرة مستقبلية محدثة. في الساعة 1800 بالتوقيت العالمي، صنفت وكالة الأرصاد الجوية اليابانية (JMA) [nb 3] العاصفة على أنها منخفض استوائي بينما كانت تقع شمال شرق ياب في جزر كارولين. أَصدرت JTWC تنبيها لتشكيل الأعاصير المدارية للنظام في 2030 بالتوقيت العالمي المنسق، وخصصته للاكتئاب المداري 25 وات في 1200 بالتوقيت العالمي في 12 نوفمبر. تكثف النظام تدريجيا حيث بدأَ بالتتبع سريعًا غربًا نحو الفلبين.
وجد المنخفض طريقه إِلى الربع الجنوبي الغربي من إعصار رباعي كبيرًا وعالياً، مما يسمح باستمرار التعزيز. قامت كل من JMA وJTWC بترقية النظام إِلى عاصفة استوائية في منتصف النهار في 12 نوفمبر، عندما اكتسبت اسم نيبارتاك من JMA. في الوقت نفسه، دخل الإِعصار منطقة مسؤولية إدارة الخدمات الجوية والجيوفيزيائية والفلكية في الفلبين، والتي أطلق عليها اسم Tropical Storm Weng. من ناحية الأَرصاد الجوِية، بدأَت العاصفة في إِظهار تحسن في التدفق الخارجي وتعميق الحمل الحرارِي مع اقترابها من وسط الفلبين. في حوالي الساعة 1600 بالتوقيت العالمي المنسق في 13 نوفمبر، وِصل نيبارتاك إَلى اليابسة في جزيرة سامار الشمالية في الفلبين قبل أَن يجتاز ما تبقى من الأرخبيل من الشرق إَلى الغرب. ظهرِ الإِعصارِ في بحر الصين الجنوبي ضعيفا لفترة وجيزة مع انخفاض الحركة إِلى الأَمام، لكنه سرِعان ما استأَنف اتجاه تكثيفه حيث تحول أَكثر نحو الشمال الغربي. بعد ذلك بوقت قصيرِ — في الساعة 0000 بالتوِقيت العالمي المنسق في 15 نوفمبر — قامت JTWC بترقية 25 وات إِلى إِعصار.
استمرارا بشكل عام نحو الغرب والشمال الغربي تحت تيارات التوجيه من سلسلة التلال متوسطة المستوى إِلى الشمال، حافظ نيبارتاك على سرِعة الرِياح طوال اليوم. مع تحسن الرؤية في صور الأَقمار الصناعية، اكتسبت العاصفة بعض القوة الإضافية، وقدرت JTWC أَن 25W قد وصلت إِلى ذروة شدتها الأَولى مع رياح مستمرة لمدة دقيقة واحدة بحد أقصى 140 كم / ساعة (85 ميل في الساعة) الساعة 0000 بالتوقيت العالمي المنسق في 16 نوفمبر. في وِقت لاحق من ذلك اليوِم، حددت JMA أَن نيبارتاك قد وصلت إِلى رياح مدتها 10 دقائق كحد أقصى من 120 كم / ساعة (75 ميل في الساعة)، وضعه في حالة الإِعصار. بدأَ الغلاف الإِعصاري في امتصاص الهواء الجاف من المناطق المحيطة به، وبدأ الحمل الحراري في التلاشي، مما أدى إِلى ضعف طفيف مع اقتراب العاصفة من جزيرة هاينان. وسرعان ما قطع حوض الموجة القصيرة ضعفا في سلسلة التلال ذات المستوى المتوسط وِالتي كانت قد كبت سابقًا نيبارتاك إلى الجنوب، مما سمح للإِعصار بالانحناء شمالا وتعزيزِ التدفق الخارجي فوق العاصفة. بحلول أواخر يوم 17 نوفمبر، ظهرت عين صغيرة حوالي 19 كم (12 ميل) في القطر، وفي الساعة 0000 بالتوقيت العالمي المنسق في اليوِم التالي كانت تقع قبالة الساحل الجنوبي الغربي لمدينة هاينان.
زادت رياح الإِعصار التي استمرت دقيقة واحدة مرة أخرى إلى 140 km / h، مسجلاً ذروته الثانية والأخيرة عند 0000 UTC في 18 نوفمبر. ومع ذلك، حافظت JMA على نيبارتاك كعاصفة استوائية شديدة. أَشارت JTWC إِلى أَن 25W قد هبطت ثانية على ساحل هاينان، على الرغم من أن JMA لم تذكر مثل هذا، مما يعني أَن مركزِ نيبارتاك ظل فوق خليج تونكين. بغض النظر، فإِن دورِان الإِعصار قد حجب معظم هاينان وخليج تونكين ووصل إِلى فيتنام المجاورة، وتباطأت سرعته الأَمامية إِلى حد الزحف. أَثبت التفاعل الممتد مع الأَرض أَنه ضارِ بالعاصفة، وبدأَ يتفكك بسرعة. بعد 18 ساعة فقط من نوبة التعزيز الأخيرة، تم تحويل نيبارتاك إِلى مركزِ دوران مكشوف مع عدم وجود عواصف رعدية مصاحبة. بالتحول نحو الشمال الشرقي، تم تخفيض تصنيف النظام بشكل متزامن إِلى منخفض استوائي بواسطة JTWC و JMA في وقت مبكر في 19 نوفمبر. وصل الانخفاض الضعيف المتبقي من نيبارتاك إلى الشاطئ فوق بيهاي، الصين في الساعة 1900 بالتوقيت العالمي المنسق وتبدد بعد ذلك بوقت قصير.

## تأثير
ضربت العاصفة الاستوائية، في أول هبوط لها، شرق وسط الفلبين مع رياح مدمرة وصلت سرعتها إلى 160 كم / ساعة (100 ميل في الساعة) والأَمطار الغزيرة والبحار الهائجة. شهدت 20 مقاطعة على الأقل طقسا سيئا أو خطيرا، وتركزت أَسوأ الظروف على جزيرتي سمر وماسبات. في حين كانت الأضرارِ الهيكلية والمحاصيل محدودة، وعانت البنية التحتية المحلية والنقل أكثرِ من غيرها. تسببت رياح نيبارتاك في انقطاع التيار الكهربائي بشكل كامل عن سمر، ماسبات، وقرب ماريندوك، مما أثر على السكان جميعا بما يقرب أربعة ملايين من الأفراد. تم إِغلاق العديد من المدارس. وأَجبرت العاصفة على إِلغاء ما يقرب من عشرين رحلة طيران داخلية من وِإلى المنطقة، ولجأَ ما لا يقل عن 120 عبارة وسفن أخرى إِلى موانئ حول مناطق مانيلا وبيكول وفيساياس. كان على تلك السفن أَكثر من 5000 شخص تقطعت بهم السبل حتى توفر مسار آمن. بحلول 15 نوفمبر / تشرين الثاني، تأَكدت خمس حالات وفاة في الفلبين، أَربع منها نتيجة صعق بالكهرباء من خطوط كهرباء مقطوعة. وفور وقوع الكارثة، الرئيسة جلوريا أرويو قدمت مساعدة للركاب الذين تقطعت بهم السبل في الموانئ الساحلية أولوية. وفقًا لـ PAGASA في تقريرها بعد العاصفة ، فقد ما مجموعه 13 شخصًا حياتهم ، وظل 5 آخرون في عداد المفقودين ، وأصيب 11 بجروح. وذكرت إحدى الصحف أن زورقا بمحرك في مضيق تانيون انقلب في ذروة العاصفة ، مما اضطر 11 شخصا لإنقاذ. يصف مصدر آخر أيضًا غرق قارب به 13 ناجًا على الأقل ووفاة شخص واحد. ليس من الواضح ما إذا كانت هذه الروايات تغطي نفس الحادث.
تسبب نيبارتاك في دمار واسع النطاق في هاينان، بما في ذلك الأَضرار التي لحقت بالمزارع والمباني. تعرضت معظم الجزيرة لرياح قوية وسيول، لكن العاصفة ساعدت في التخفيف من واحدة من أَسوأ موجات الجفاف في الصيف منذ ما يقرب من 65 عاما. بسبب الخطر، توقف الشحن في مضيق Qiongzhou بين اليوم 16 و 19 نوفمبر. أَثر نيبارتاك على ما لا يقل عن 1.72 مليون شخص في هاينان، وتعرضت البنية التحتية للخطر، وأَعاق الصناعة. أَوقفت العاصفة تشغيل المناجم وجعلت 72 طريقا سريعا غير صالحة للاستعمال مؤقتا. عانت المحاصيل على نطاق واسع؛ 64,000 هكتار (160,000 أكر) من الحقول تضررت، مما قلل من إِنتاج الحبوب بما يصل إِلى 3200 طن. بالإِضافة إِلى ذلك، فقد 400 رأَس من الماشية في الإِعصار. مع تدمير حوالي 800 منزل، بلغت الأَضرار التي لحقت بهاينان 197 مليون دولار (2003 دولار أمريكي )، ولم يتم الإبلاغ عن أَي وفيات. بعد العاصفة، ذكر صغير حوت العنبر يزن أكثر من 500 كجم (1100 lb) انجرف إلى الشاطئ بالقرب من مدينة Dongfang على الشاطئ الجنوبي للجزيرة، وتوفي بعد فترة وجيزة. تكهن علماء الأَحياء بأَن موت الحوت قد يكون مرتبطا بالإعصار، على الرِغم من أَن هذا لم يتم تأكيده.
بحلول الوقت الذي بدأَت فيه العاصفة في الانحسارِ فوق هاينان، كانت قد تبددت بالفعل تقريبًا، ونتيجة لذلك أنتجت القليل من التأثيرات الملحوظة، إِن وجدت، في الصين القارية. عبر خليج تونكين، تعرضت فيتنام لفيضانات قاتلة في الأَسبوع الذي سبق اقتراب نيبارتاك، وأَثار الإِعصار في البداية مخاوف بشأَن تفاقم الوضع. واتخذ المسؤولون الاستعدادات لتقليل العوامل التي قد تتفاقم، وظل الإِعصار بعيدًا شرقًا بما يكفي لتجنب التأَثير الخطير على البلاد.

## روابط خارجية
- معلومات عامة عن JMA من Typhoon Nepartak (0320) من Digital Typhoon
- أفضل بيانات المسار من JMA لإعصار نيبارتاك (0320) باللغة اليابانية
- أفضل بيانات مسار (رسومات) من JMA لإعصار نيبارتاك (0320)
- بيانات أفضل مسار لـ JMA (نص)
- أفضل بيانات مسار JTWC للإعصار 25 وات (نيبارتاك)
- 25 واط. نيبارتاك من مختبر أبحاث البحرية الأمريكية